# Kettering (Ohio)
Kettering é uma cidade localizada no estado norte-americano de Ohio, no Condado de Greene e Condado de Montgomery.

## Demografia
Segundo o censo norte-americano de 2000, a sua população era de 57.502 habitantes.
Em 2006, foi estimada uma população de 54.666, um decréscimo de 2836 (-4.9%).

## Geografia
De acordo com o United States Census Bureau tem uma área de
48,4 km², dos quais 48,4 km² cobertos por terra e 0,0 km² cobertos por água.

## Localidades na vizinhança
O diagrama seguinte representa as localidades num raio de 8 km ao redor de Kettering.